# Lophuromys makundii
Lophuromys makundii — вид родини мишеві.

## Морфологія

### Опис
Його можна відрізнити від інших членів групи flavopunctatus в Танзанії (у тому числі L. verhageni з гори Меру і L. aquilus з гори Кіліманджаро), по багатовимірному аналізу черепних особливостей.

### Морфометрія
Вага 33—58 (в середньому 48.8) мм, довжина голови й тіла 118—134 (124.9) мм, довжина хвоста 59—85 (76.3) мм, довжина задньої ступні 21.0—23.1 (21.9) мм, довжина вух 16.5—20.7 (18.8) мм.

## Поширення
Це єдиний вид Lophuromys, який живе на горі Хананг у північно-центральній Танзанії. Цей вид є ендеміком гори Хананг, де був записаний з різних лісових і чагарникових місць існування вище 2000 м.